# 秋 (男闘呼組の曲)
「秋」（あき）は男闘呼組の2枚目のシングルで、1988年12月27日に発売された。

## 解説
カップリング曲である「LONELY…」は男闘呼組の主演映画「ロックよ、静かに流れよ」の挿入曲（エンディングテーマ）になっていた。表題曲のバラードバージョン「秋 -It's a ballad-」は次回作のシングル「TIME ZONE」のカップリングに収録されている。

## 収録曲
作詞：大津あきら　作曲・編曲：Mark Davis
1. 秋
2. LONELY…
  - 映画「ロックよ、静かに流れよ」挿入曲（エンディングテーマ）

## 参加ミュージシャン
- 前田耕陽 - ボーカル、キーボード
- 成田昭次 - ボーカル、ギター
- 高橋和也 - ボーカル、ベース
- 岡本健一 - ボーカル、ギター
  - 小関純匡 - ドラム
  - 馬飼野康二 - キーボード

## 販売形態
| 規格 | 発売日         | リリース    | 品番     | 備考                                                                                 |
| ---- | -------------- | ----------- | -------- | ------------------------------------------------------------------------------------ |
| EP   | 1988年12月27日 | BMGビクター | B07S-34  | A面：秋 B面：LONELY…                                                                 |
| CT   | 1988年12月27日 | BMGビクター | B10T-34  | A面：秋（歌入り／オリジナル・カラオケ） B面：LONELY…（歌入り／オリジナル・カラオケ） |
| CD   | 1988年12月27日 | BMGビクター | B10D-111 | 1：秋 2：LONELY…                                                                     |

## 収録アルバム
- 秋
  - HIT COLLECTION（1999年）[4]
  - オムニバスアルバム『青春歌年鑑 BEST30 ’89』（2000年）[5]

『NEW BEST 男闘呼組』の収録曲に「秋」と書かれているが、実際収録されているのは「秋 -It's a ballad-」である。
- LONELY…
  - BEST OF BALLADS（1992年）[6]